# Діваш Сабба
Діваш Сабба (нар. 9 березня 1989, Самце, Бутан) — бутанський футболіст, нападник та латераль клубу «Тхімпху Сіті» та національної збірної Бутану.

## Клубна кар'єру
Футбольну кар'єру розпочав 2012 року в «Єедзіні». У 2015 році перебрався до «Друк Юнайтед». З 2017 року захищає кольори «Тхімпху Сіті».

## Кар'єра в збірній
У футболці національної збірної Бутану дебютував 14 листопада 2012 року в програному (0:5) товариському поєдинку проти Таїланду.

## Особисте життя
Діваш — випускник коледжу мистецтв і наук РВС, який розташований у місті Коїмбатурі, Індія.

## Досягнення
- Національна ліга Бутану
  -  Чемпіон (1): 2013
  -  Срібний призер (2): 2016, 2017

- Суперліга Бутану
  -  Чемпіон (2): 2013, 2017
  -  Срібний призер (1): 2018